# 聖希伯來 (佛羅里達州)
聖希伯倫（英語：St. Hebron）是位於美國佛羅里達州加茲登縣的一個非建制地區。該地的面積和人口皆未知。

## 地理
聖希伯倫的座標為30°38′51″N 84°25′00″W / 30.64750°N 84.41667°W，而該地的平均海拔高度為49米（即161英尺）。